# إدارة محفظة تقانة المعلومات
إدارة محافظ تقانة المعلومات هو علم تطبيق ممنهج لأنشطة تقانة المعلومات في المؤسسات. يتناول هذا العلم كل ما يتعلق بتخطيط وتنفيذ وتشغيل نظم وخدمات تقنية والنشطات الأخرى التي تجعل عمليات تقانة المعلومات متلائمة مع أهداف المؤسسة. تهدف هذه العلوم إلى توفير خدمات آلية تسمح بتوفير معلومات حول عمل المؤسسة من أجل اتخاذ القرارات المناسبة معتدين على قياسات رقمية كميه مستقاة من معلومات جمعتها الحواسيب وبالتلي تسمح بتوفير إليه لتقييم نتائج العمليات.

## نظرة عامة
هناك العديد من الجدل والنقاش حول فعالية الاستثمار في التقانة في العمل. فقد أشار جيفري ليليفيلد، ان الشركات تنفق المليارات من الدولارات على على التقنيات وبنفي الوقت نقراء الكثير في الدوريات حول سوء الإنفاق. أما نيكولاس كار (2003) فقد أثار جدلا كبيرا في الأوساط الصناعية الأكاديمية حين أشار إلى وجوب النظر إلى الاستثمارات التكنولوجية كمصروف مماثل للمرافق العامة مثل الماء، الكهرباء.
بدأت إدارة المحافظ بالمتحور على أساس انها إدارة للمشاريع، لكنها تطورت لتشمل محافظ ثابتة مثل البنية التحتية وتطبيق الصيانة. لكن نظم الميزانيات المتداولة لا تملك الآليات لتحليل وتتبع المجهودات التفاصيل الدقيقة المبذولة في مشاريع التقنيات بشكل فعال.
يماثل المفهوم فكرة إدارة المحافظ المالية مع بعض الاختلافات الكبيرة.عادة ما تكون أصول المحافظ المالية  ثابتة من ناحية قياس المعلومات التي تمكن المقارنات الدقيقة والموضوعية. وهذه قاعدة أساسية ضرورية للحصول على معلومات مفيدة. غير أن تحقيق هذه القاعدة في مجال التكتولوجية صعب وتتطلب جهدا كبيرا. الاستثمارات في التقانة جامدة بعكس العمليات المالية ويجب قياسها باستخدام مقاييس مالية وغير مالية (مثل اعتماد بطاقة الأداء المتوازن) بذكل هناك صعوبة في وضع قواعد مالية بحتة. وأخيرا فإن للأصول التكنولوجية علاقة وظيفية مع المؤسسة، مثل نظام إدارة المخزون  والنقل والإمداد أو في إدارة الموارد البشرية وتتبع الموظفين.
في التطبيقات المثالية لمحفظة تقانة المعلومات، يتم الوصول إلى نظام متكامل عبر خلق ثلاث محافظ:
- محفظة التطبيقات:  وتركز على مقارنة الإنفاق على النظم القائمة بنسبة فائدتها للمنظمة. يمكن لهذه المقارنة أن تكون قائمة على مستوى مساهمة الاستثمار في التقانة بالربحية للمؤسسة. كما يمكن لهذه المقارنة أن تكون على أسس غير ملموسة العوامل مثل مستوى خبرة وموأمة المؤسسة من ناحية التطبيقات والبنية التحتية مع التقانة المفروضة ومع عوامل خارجية مثل ظهور تقانات جديدة وتقادم المستعمل.
- محفظة البنية التحتية:  وتركز على إدارة العمليات الأساسية مثل وضع وتطبيق السياسات والعمليات والمعدات ولبيانات والموارد البشرية والعمليات مع جهات خارجية. وهي تقسم بالعادة إلى فئات مثل إدارة الأنظمة وإدارة الشبكات وإدارة التخزين. وتعتمد فعالة إدارة محفظة البنية التحتية على توفر التكلفة والفعالية من التطبيقات والخدمات، وأيضا على التوصل والتفاهم مع مزودي الحلول وإدارة المصادر. من أجل تخفيض التكاليف مع زيادة الجودة وزيادة القدرة التنافسية تهمل العديد من المنظمات الناحية الإدارية من المعادلة. النتيجة المتوقعة لهذا الإهمال الزائد هو تجاوز التكاليف، عدم تلبية التوقعات وفشل للاستثمار.
- محفظة المشاريع: - يتناول مسائل حجم الإنفاق على تنمية قدرات ابتكارية من حيث إمكانيات العائد على الاستثمار، الحد من الصرف عند تداخل التطبيق مع العوامل الخارجية في حالات إعادج التنظيم أو الاستحواذ على شركات أخرى أو الامتثال للقوانين التنظيمية للبلاد. يمكن الحكم عبى نجاح المشاريع من خلال معايير عدة مثل العائد على الاستثمار، الموآمة الإستراتيجية، نظافة البيانات والتوفير في الصيانة، وصلاحية التطبيق وانخفاض قيمة الاستثمارات المطلوبة لاستبدال هذه المشاريع.

ينطبق محافظ تقانة المعلومات كإدارة ممنهجة الانضباط بشكل أكبر على المؤسسات الكبيرة. اما بالنسبة للمؤسسات الصغيرة، فيكون التركيز على التخطيط والإدارة فقط.

## فوائد استخدام إدارة المحافظ
بالنيبة لجيفري ولمهفيد. هناك العديد من الفوائد لإدارة محافظ التقانة منها: رشاقة عمل المحافظ في التعاطي مع المتغيرات، تحكم مركزي للميزانيات، إدارة المخاطر، ملأمة إستراتيجية لاستثمار في التقانة، إدارة الطلب والاستثمار، وتنسيق آليات الاستثمار بقواعد ثابتة.

## نماذج تنفيذ إدارة محافظ التقانة
اعتبر جيفري وليليفيلد ان اعتماد نموذج بيسيلي يقلل من العقبات يزيد عوامل نجاح التي قد مدراء تقنية المعلومات أثناء محاولة تنفيذ نهج إدارة الحافظة.
```
     -التخطيط-
  - -        - -
التنفيذ       الاستبدال
  - -        - - 
     الصيانة
```

من النماذج الأخرى للتنفيذ:
(1) تحليل المخاطر، أي معرفة ما يجب قياسه، ما يجب تجنبه
(2) البت في تنويع المشاريع والبنية التحتية والتقانات (وهو أداة هامة توفر معلومات حول مستوى الاستثمارات الطلوبة على أساس كيفية توفر الاستثمارات في مختلف عناصر المحفظة) ،
(3) المواءمة المستمرة مع أهداف الأعمال (يجب احتواء فريق المحفظة على أعضاء من أعلى مستويات المؤسسة
(4) التحسين المستمر (تحديد الدروس المستفادة والتعديلات في الاستثمار).
1. تطوير أنظمة وحوكمة المحفظة
2. تقييم تنفيذ مخططات المحفظة

لا يوجد طريقة واحدة فضلى لتنفيذ المحافظ. ومن الواضح أن الطرق ليست محفورة بالصخر بل إنها تحتاج لتغيير وتطويع تبعا للظروف الخاصة للمؤسسات.

### مصفوفة ماكفارلين
```
عالية
^
|---------------------------------------------------------------|
|الإستراتيجية     | التحول      |     تأثير    |
```

```
|الحرجة إلى تحقيق   |قد تكون حاسمة   |
التطبيقات       |إستراتيجية العمل المستقبلية. |تحقيق المستقبل | على المستقبل | (المطور) |نجاح الأعمال |
صناعة | | (رجل أعمال) |
التنافسية |التخطيط المركزي | |
| |رائدة/السوق الحرة |
|---------------------------------------------------------------|
|الحرجة إلى الأعمال القائمة |قيمة ولكن لا حرج |
|العمليات |النجاح |
| (تحكم) | (المؤقتة) |
| | |
|الاحتكار | الموارد النادرة |
|_______________________________| ______________________________|
|مصنع | دعم |
|<---------------------------------------------------------------منخفضة
عالية 

قيمة الأعمال من التطبيقات الموجودة.
```